# Simulium clavibranchium
Simulium clavibranchium es una especie de insecto del género Simulium, familia Simuliidae, orden Diptera.
Fue descrita científicamente por Lutz, en 1910.